# Nick Lalić
Nikola Andrew Lalić (8 de maio de 1916–11 de maio de 2001)  foi um jogador profissional de basquete sérvio-americano.  Ele jogou pelo Youngstown Bears na National Basketball League (NBL) durante a temporada 1945-46.  Ele foi um famoso jogador de basquete universitário na Universidade de Ohio na década de 1930, onde se formou em artes industriais. Mais tarde, Lalich obteve o título de mestre pela Universidade Columbia em Nova York. 
Nick Lalich também serviu no Escritório de Serviços Estratégicos (OSS; antecessor da CIA) durante a Segunda Guerra Mundial, ajudando a resgatar e evacuar aproximadamente 550 aviadores aliados abatidos durante a Operação Halyard, sem perder uma única vida ou avião.   Mais tarde, ele trabalhou para a CIA na Grécia de 1952 a 1957. 

## Biografia
Nick Lalich nasceu em 8 de maio de 1916 em Lorain, no estado federal de Ohio, Estados Unidos, numa família de emigrantes sérvios. Ele cresceu em Cleveland, onde conheceu Jesse Owens, três anos mais velho que ele, futuro atleta americano e estrela dos Jogos Olímpicos de Berlim de 1936, a quem Hitler se recusou a dar uma medalha por ser negro.  Lalić e Owens permaneceram amigos pelo resto da vida.
Ele estudou na Universidade Estadual de Ohio e formou-se em desenho industrial em 1938, logo depois obteve seu mestrado na Universidade Columbia, em Nova York. Em Cleveland, conseguiu um emprego como professor de desenho industrial.

### Segunda Guerra Mundial e Operação Halyard
Foi recrutado para o Signal Corps, mas devido ao seu conhecimento da língua sérvia, foi logo transferido para o Escritório de Serviços Estratégicos (OSS), onde se tornou oficial de inteligência. 

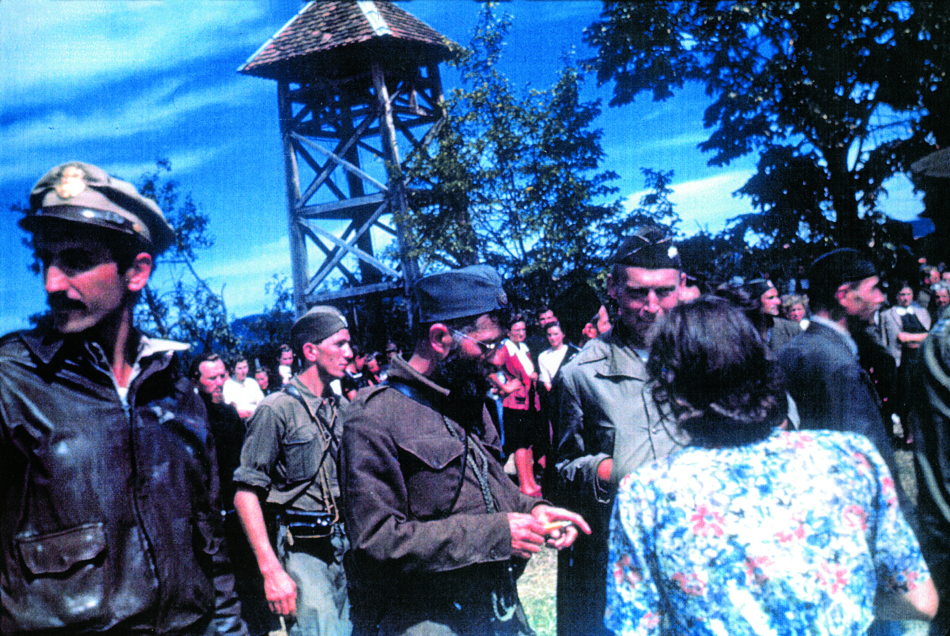
Capitão Nick Lalić (esquerda), General Draža Mihailović e Coronel Robert McDowell em Pranjani, 6 de setembro de 1944.

Como oficial de inteligência em Bari, participou da campanha de bombardeio de instalações petrolíferas na cidade romena de Ploiești, realizada por aviadores americanos a partir do aeroporto na Itália, durante 1943 e 1944. Como muitos aviões foram abatidos, especialmente sobre o território do Reino da Iugoslávia, houve uma grande operação de resgate de aviadores americanos pelos Chetniks sob o comando do General Draža Mihailović, que é conhecida como Operação Halyard. Em diversas ocasiões, aviões americanos pousaram no aeroporto improvisado de Pranjani e resgataram os seus camaradas caídos.
Um dos principais oficiais americanos que coordenou esta operação foi justamente o capitão Lalić. Passou um tempo com o General Mihailović e então tornou-se amigo dele. Durante a última partida da Iugoslávia, do aeroporto de Boljanić no dia 27 de dezembro de 1944, o capitão Lalić convidou o general Mihailović para ir com ele à Itália. O general Mihailović recusou.

O Major Džordž Vujnović, um oficial de inteligência e oficial de controle americano em Bari, declarou:
Lalić é absolutamente destemido e muito corajoso.

### Carreira no basquete
Na temporada de 1945/1946, Lalić competiu como jogador de basquete pelo Youngstown Bears na National Basketball League (NBL) , que mais tarde se transformou na National Basketball Association (NBA).
Além disso, seu irmão mais novo, Peter Lalić, foi um jogador de basquete que competiu na NBA por quatro temporadas.

### Pós-guerra
Após a Segunda Guerra Mundial, Lalić permaneceu ao serviço do Escritório de Serviços Estratégicos. Em 1947, o escritório tornou-se a Agência Central de Inteligência, e permaneceu como seu oficial entre 1952 e em 1957 quando estava na Grécia. Em seguida, aposentou-se no setor de marketing e trabalhou como diretor executivo de uma agência em Nova York.
No início dos anos 1960, mudou-se para Baltimore e conseguiu um emprego no Departamento de Comércio dos Estados Unidos.
Embora não concordasse com a política de Slobodan Milošević, ele teve problemas com o bombardeio da OTAN na República Federal da Iugoslávia em 1999. 

### Morte
Lalić morreu no dia 11 de maio de 2001 em Baltimore, Maryland. Após o funeral na Catedral Ortodoxa Grega da Anunciação, em Baltimore, ele foi enterrado no cemitério local. 